# Mount Albert Edward
Der Mount Albert Edward ist mit 6.867 ft (2.093 m) der sechsthöchste Gipfel auf Vancouver Island und einer derjenigen Berge, der am leichtesten zugänglich ist. Er gehört zur Vancouver Island Ranges und befindet sich im Strathcona Provincial Park. Der Berg ist ein beliebtes Ziel, sowohl im Sommer für Wanderungen als auch im Winter zum Skifahren und Snowboarden. Die einfachste Route für die Wanderer erfolgt über den Nordost-Rücken, der über Paradise Meadows erreichbar ist. Der Berg wurde benannt nach Albert Edward, the Prince of Wales, später Edward VII.